# Julie Campiche
Julie Campiche (* 29. Mai 1983 in Genf) ist eine Schweizer Jazzmusikerin (Harfe, elektronische Effekte, Komposition).

## Leben und Wirken
Campiche begeisterte sich siebenjährig bei einem Opernbesuch für die Harfe. Sie erhielt klassischen Unterricht auf dem Instrument und begann ein Studium am Konservatorium in Genf. Erst, als sie mit 20 Jahren für ihre Lehrerin in einer Bigband einsprang, entdeckte sie den Jazz für sich. Sie erwarb einen Jazz-Bachelor an der Haute Ecole de Musique de Lausanne und studierte dort anschliessend im Master Komposition und Jazzvortrag.
Seit 2008 spielte Campiche in der Worldjazz-Band Orioxy, die sie zusammen mit der Sängerin Yael Miller gegründet hatte und mit der sie drei Alben vorlegte. 2016 gründete sie ihr eigenes Quartett mit Saxophonist Leo Fumagalli, Bassist Manu Hagmann und Schlagzeuger Clemens Kuratle, das sich 2018 auf dem Schaffhauser Jazzfestival präsentierte und das Album Onkalo (2020) veröffentlichte. Ihr Auftritt 2022 bei der Jazzwoche Burghausen erhielt sehr gute Kritiken. 2022 legte sie bei Enja in gleicher Besetzung das Album You Matter vor. Gemeinsam mit dem Barockensemble Capella Jenensis und ihrem Quartett veröffentlichte sie 2024 bei nwog das Album Transitions mit eigenen Kompositionen und Bearbeitungen barocker Werke.
Zudem ist Campiche als Mitglied im Trio von Eric Longsworth aktiv. Mit Malcolm Braff und Jeremias Keller gehört sie zur Band Jibcae (Soul Farewell) um Sängerin Claire Huguenin. 2017 holte sie Nicole Johänntgen zu ihrem Projekt Sofia beim Ystad Jazz Festival.  Weiterhin trat sie mit Jasper Høiby, Erik Truffaz, Andreas Schaerer, Cédric Chatelain, Wolfgang Zwiauer, Manu Gesseney, Jacques Siron, François Gallix sowie Gilles Torrent (World Jazz Sound) auf. 2018 vertrat sie die Schweiz beim 12 Points Festival in Dublin.
Campiche komponierte für Radio Télévision Suisse den Jingle, den der Radiosender Espace 2 zwischen 2016 und 2020 nutzte. 2019 verfasste sie Musik für ein Treffen ihres Quartetts mit einem Quartett des Barockensembles Capella Jenensis; mit diesem Projekt gewann sie den 1. Preis beim «NachtKlang» vom Musikfest Erzgebirge.
Seit 2018 ist Campiche weiterhin als Lehrerin an der Harfenschule von Elise Estavoyer tätig.